# Mittelhausen (Erfurt)
Mittelhausen, Erfurt-Mittelhausen – dzielnica miasta Erfurt w Niemczech, w kraju związkowym Turyngia. 